# Solveig Gulbrandsen
Solveig Gulbrandsen és una centrecampista de futbol noruega amb 184 internacionalitats i 55 gols per Noruega. Ha estat campiona olímpica a Sidney, subcampiona de l'Eurocopa al 2005 i 2013, i semifinalista del Mundial al 2007.
Va ser setena al FIFA Women's World Player 2005.

## Trajectòria
| Temporades       | Club                             | Títols                | Selecció (fases finals)                                                                         |
| ---------------- | -------------------------------- | --------------------- | ----------------------------------------------------------------------------------------------- |
| 1997 - 2008 0    | Kolbotn IL 0                     | 3 Lligues, 1 Copa 0   | CM 1999 (4t), JO 2000 (C), EC 2001 (SF), CM 2003 (QF), EC 2005 (SC), CM 2007 (4t), JO 2008 (QF) |
| 2009 - 2010 2010 | Stabæk IF FC Gold Pride (cessió) | 1 Lliga 1 Lliga (WPS) | EC 2009 (SF) 0                                                                                  |
| 2011 - 2013      | Vålerenga IF                     | 1 Lliga               | EC 2013 (SC)                                                                                    |
| 2014 - act.      | Stabæk IF                        | CM 2015 (VF)          |                                                                                                 |